# Fosta turbărie (monument al naturii)
Fosta turbărie (în ucraineană Колишнє торфовище) este un monument al naturii de tip carstic și speologic de importanță locală din raionul Hotin, regiunea Cernăuți (Ucraina), situat lângă periferia nordică a satului Șirăuții de Sus.
Suprafața ariei protejate constituie 25 de hectare și a fost înființată în anul 2000 prin decizia consiliului regional. Statutul a fost acordat pentru protejarea unei pâlnii carstice relicte în gresii calcaroase – locul unei foste turbării valoroase cu mai multe straturi. Lungimea pâlniei este de 0,6 km, lățimea este de aprox. 0,3 km, adâncimea de la 0,5 la 6 m. După ce s-a finalizat extracția turbei, depresiunea s-a umplut cu apă, formând un iaz.